# Glossosoma dirghakantakam
Glossosoma dirghakantakam är en nattsländeart som beskrevs av Schmid 1971. Glossosoma dirghakantakam ingår i släktet Glossosoma och familjen stenhusnattsländor. Inga underarter finns listade i Catalogue of Life.